# Rondo a capriccio

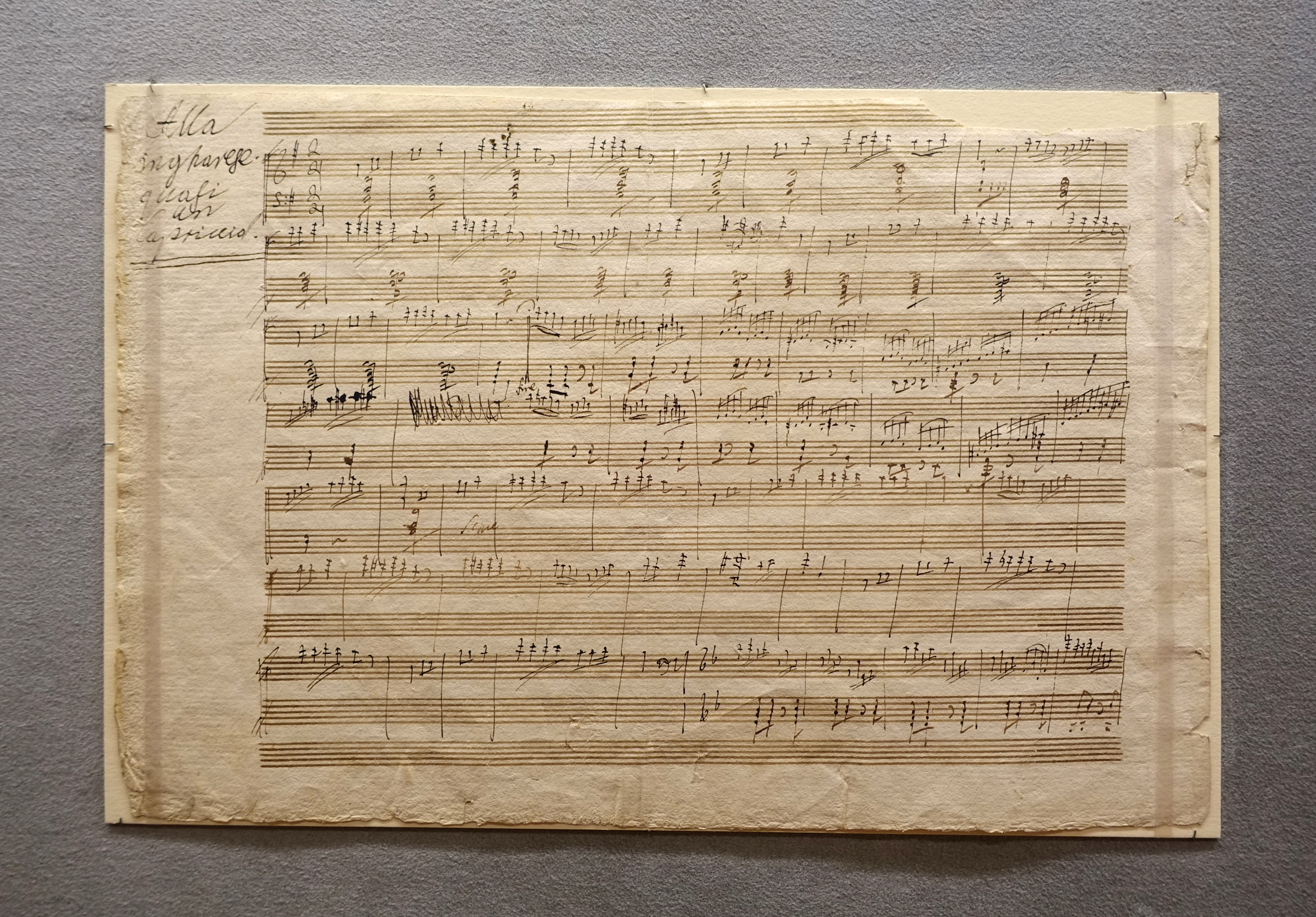
Partitura autógrafa de Alla ingharese quasi un capriccio

El Rondo alla ingharese quasi un capriccio en sol mayor, op. 129 (en alemán: Die Wut über den verlorenen Groschen), es un rondó para piano solo compuesto entre 1795 y 1798 por Ludwig van Beethoven.
El título original en alemán, Die Wuth über den verlornen Groschen ausgetobt in einer Kaprize, se lee en el manuscrito autógrafo, pero no procede de Beethoven, sino que se le atribuye a su secretario y biógrafo Anton Felix Schindler.